# Отдых на пути в Египет (картина Давида, Прадо)
«Отдых на пути в Египет» (исп. Descanso en la Huida a Egipto) — картина нидерландского живописца Герарда Давида, написанная около 1515 года. Картина находится в музее Прадо в Мадриде.

## Композиция и стиль
Поселившись в Брюсселе, Герард Давид работал над многими иностранными заказами. В его индивидуальном стиле фламандское наследие, особенно творчества Яна ван Эйка, сочеталось с новейшими итальянскими веяниями того времени. Фигуры на его картинах написаны в мягкой манере, выражения лиц у них естественные и приятные. Большое значение приобретает пейзаж, заключающий персонажей в единое повествовательное и изобразительное пространство, предвосхищая работы Иоахима Патинира и фламандских пейзажистов.
Эта картина — прекрасный образец стиля Давида. В центре композиции — Дева Мария и Иисус, отдыхающие на уступе скалы. Мария пользуется моментом, чтобы покормить Младенца, корзинка для припасов рядом с ней и ложка в руке Иисуса придают сцене бытовой оттенок. Однако здесь в неявном виде присутствует и драматизм: так же, как Мария вскармливает Иисуса, ему, в свою очередь, предстоит своей жертвой укрепить Веру. На дальнем плане, в лесу, изображено бегство Святого семейства в Гелиополь. В тёмной роще деревьев и при ясном освещении горизонта Давиду удаётся передать движение света и воздуха.